# الغملة (الطيال)

تعديل مصدري - تعديل

الغملة هي إحدى قرى عزلة بني جبر بمديرية الطيال التابعة لمحافظة صنعاء، بلغ تعداد سكانها 296 نسمة حسب تعداد اليمن لعام 2004.